# Johannes Rammelius
Johannes Rammelius, född 1669 i Rinna socken, död 25 november 1710 i Kristbergs socken, var en svensk präst.

## Biografi
Johannes Rammelius föddes 1669 på Ramneboda i Rinna socken. Han var son till bonden Per. Rammelius blev 1685 student vid Åbo akademi och sedan vid Dorpats universitet. Han blev 1695 kollega i Eksjö och kallades 1697 præceptor classicus. Rammelius blev 1702 rektor i Vimmerby och prästvigdes 12 mars 1703 till krigspräst. Han blev 1705 kyrkoherde i Kristbergs församling. Han avled 25 november 1710 i Kristbergs socken.

### Familj
Rammelius gifte sig med Margareta Bark. Hon var dotter till kyrkoherden Johannes Barck och Brita Broddesdotter i Barkeryds socken. Efter Rammelius död gifte Margareta Bark om sig med kyrkoherden Jonas Torpadius i Kristbergs socken och kyrkoherden Petrus Knoop i Skeppsås socken.